# Кохання та полумʼя
«Кохання та полумʼя» — український гостросюжетний мелодраматичний серіал. Сюжет присвячений історіям людей та почуттям, які допомагають рятувати життя. Стрічка вшановує роботу українських надзвичайників, які щодня рятують інших, ризикуючи власним життям. Творча група серіалу співпрацювала з фахівцями Державної служби України з надзвичайних ситуацій  (ДСНС).

## Синопсис
Розповідь про буденні подвиги українських рятувальників, котрі без вагань кидаються у вир небезпек, щоб врятувати здоров'я та життя інших. На тлі запеклих сутичок з розлюченими пожежами, значних (за масштабом) надзвичайних подій та непередбачуваних стихійних лих розкриваються глибоко особисті долі героїв – історії пристрастей, нерозривної дружби, болючих втрат і духовного відродження.
У серці сюжету – згуртована команда співробітників ДСНС, кожен з яких приховує за зовнішньою стійкістю власні драми, таємні мрії та невидимі шрами душі. Тарас Сахно, головний герой, – безкомпромісний і рішучий професіонал, чия відвага на межі безрозсудства надихає підлеглих йти за ним навіть у пекло. Його напарник Свят – емоційний, імпульсивний оптиміст, який намагається знайти баланс між небезпечною роботою, особистим щастям і публічністю в інтернеті.
Серіал досліджує психологічний вплив екстремальних умов на людину: у вирі хаосу персонажі відкривають у собі несподівану силу духу, здатність до самовідданості та щирість у стосунках. Серед постійної загрози життю між ними спалахують почуття, вибухають суперечності, а істинні цінності проходять жорстку перевірку реальністю.
Кожен епізод – це інтенсивна суміш рятувальної місії з емоційними перипетіями героїв. Від боротьби з розгіненими вогнищами на промислових об’єктах до евакуації постраждалих із-під руїн – події невблаганно ставлять персонажів перед вибором між службовим обов’язком і власними пристрастями.
Проєкт розкриває не лише зовнішню відвагу рятувальників, а й їхню вразливість: внутрішні демони, пошук призначення, приховані страхи та віра в краще малюють багатогранний образ тих, хто щодня балансує на межі життя та смерті  .

## У ролях
| Актор                      | Роль |
| -------------------------- | --- |
| Тарас Цимбалюк             | Тарас Сахно, начальник караулу                                                                                                   |
| Катерина Кузнецова         | Катерина Коваль, тимчасово виконуюча обов’язки начальника Державної пожежно-рятувальної частини                                  |
| Григорій Бакланов          | Святослав Мороз, пожежник-рятувальник (за сумісництвом вибухотехнік в спецпідрозділі)                                            |
| Ольга Атанасова            | Ольга Погасій, диспетчер ДСНС |
| Роман Ясіновський          | Андрій Бабич, заступник начальника Державної пожежно-рятувальної частини, згодом начальник Державної пожежно-рятувальної частини |
| Олег Іваниця               | Довженко Вадим, пожежник-рятувальник, командир другого відділення.                                                               |
| Максим Рягін               | Філ Малиновський, пожежник-рятувальник                                                                                           |
| Альбіна Корж               | Аліна Сахно, доброволець ДСНС |
| Сергій Мітрюшин            | Максим Бідний, пожежник-рятувальник, командир першого відділення (за сумісництвом парамедик в спецпідрозділі)                    |
| Марія Пашкурова – Петренко | Поліна Руда, психолог Головного управління ДСНС в Києві (відкомандирована в частину)                                             |
| Тимур Асланов              | Начкар ночної зміни |